# Yasunori Mitsuda
Yasunori Mitsuda (jap. 光田 康典 Mitsuda Yasunori; ur. 21 stycznia 1972 w Tokuyamie (obecnie Shūnan)) – japoński kompozytor i muzyk.
Tworzył głównie ścieżki dźwiękowe do gier. Pracował przy ponad 40 produkcjach, z których najbardziej znane to: Chrono Trigger, Xenogears, Mario Party i Chrono Cross. Współpracował z firmą Square (obecnie Square Enix).
Ponadto skomponował muzykę do drugiego sezonu anime Kuroshitsuji, serii Inazuma Eleven, Chōyaku hyakunin isshu: Uta koi, Pugyuru i do odcinka OVA Jikū bōken nūmamonjaa.
W 1992 roku założył wytwórnię Procyon Studio, której jest również właścicielem.